# الحدبة الواسطة (العدين)

تعديل مصدري - تعديل

الحدبة الواسطة محلة تابعة لقرية المراكب، التابعة لعزلة خباز بمديرية العدين إحدى مديريات محافظة إب في الجمهورية اليمنية.، بلغ تعداد سكانها 356 حسب تعداد اليمن لعام 2004.